# Tân Mão
Tân Mão (chữ Hán: 辛卯) là kết hợp thứ 28 trong hệ thống đánh số Can Chi của người Á Đông. Nó được kết hợp từ thiên can Tân (Kim âm) và địa chi Mão (Mèo). Trong chu kỳ của lịch Trung Quốc, nó xuất hiện trước Nhâm Thìn và sau Canh Dần.

## Các năm Tân Mão
Giữa năm 1700 và 2200, những năm sau đây là năm Tân Mão (lưu ý ngày được đưa ra được tính theo lịch Việt Nam, chưa được sử dụng trước năm 1967):
- 1711
- 1771
- 1831
- 1891
- 1951 (6 tháng 2, 1951 – 26 tháng 1, 1952)
- 2011 (3 tháng 2, 2011 – 22 tháng 1, 2012)
- 2071 (31 tháng 1, 2071 – 18 tháng 2, 2072)
- 2131
- 2191